# Carex macrosandra
Carex macrosandra là một loài thực vật có hoa trong họ Cói. Loài này được (Franch.) V.I.Krecz. mô tả khoa học đầu tiên năm 1946.